# Верхньосірогозька сільська рада
Верхньосірого́зька сільська́ ра́да — адміністративно-територіальна одиниця та орган місцевого самоврядування в Нижньосірогозькому районі Херсонської області. Адміністративний центр — село Верхні Сірогози.

## Загальні відомості
- Територія ради: 80,786 км²
- Населення ради: 2 096 осіб (станом на 2001 рік)

## Населені пункти
Сільській раді були підпорядковані населені пункти:
- с. Верхні Сірогози

## Склад ради
Рада складалася з 16 депутатів та голови.
- Голова ради: Маслов Сергій Іванович
- Секретар ради: Чернишова Тамара Анатоліївна

### Керівний склад попередніх скликань
| Прізвище, ім'я, по батькові | Основні відомості                                                         | Дата обрання | Дата звільнення |
| --------------------------- | ------------------------------------------------------------------------- | ------------ | --------------- |
| Маслов Сергій Іванович      | Сільський голова, 1962 року народження, освіта вища, безпартійний         | 26.03.2006   | 31.10.2010      |
| Маслов Сергій Іванович      | Сільський голова, 1962 року народження, освіта вища, член Партії регіонів | 31.10.2010   |                 |

Примітка: таблиця складена за даними сайту Верховної Ради України

### Депутати
За результатами місцевих виборів 2010 року депутатами ради стали:

#### За суб'єктами висування
| Суб'єкт висування           | Кількість обраних депутатів | %    |
| --------------------------- | --------------------------- | ---- |
| Партія регіонів             | 13                          | 81,3 |
| Комуністична партія України | 3                           | 18,8 |

#### За округами
| № округу                    | Прізвище, ім'я, по батькові      | Дата визнання обраним | Освіта  | Партійна приналежність            | Відомості про обраного депутата                                                  |
| --------------------------- | -------------------------------- | --------------------- | ------- | --------------------------------- | -------------------------------------------------------------------------------- |
| Комуністична партія України |                                  |                       |         |                                   |                                                                                  |
| 1                           | Кураков Микола Григорович        | 05.11.2010            | вища    | позапартійний                     | пенсіонер                                                                        |
| 6                           | Герасимов Володимир Васильович   | 05.11.2010            | вища    | позапартійний                     | тимчасово не працює                                                              |
| 16                          | Андрусяк Дмитро Петрович         | 05.11.2010            | середня | член Комуністичної партії України | пенсіонер                                                                        |
| Партія регіонів             |                                  |                       |         |                                   |                                                                                  |
| 2                           | Кармазіна Галина Степанівна      | 05.11.2010            | вища    | позапартійна                      | тимчасово не працює                                                              |
| 3                           | Безгінов Юрій Миколайович        | 05.11.2010            | вища    | позапартійний                     | приватний підприємець                                                            |
| 4                           | Герасімов Григорій Володимирович | 05.11.2010            | вища    | член Партії регіонів              | Верхньосірогозька сільська рада, землевпорядник                                  |
| 5                           | Ралько Валентина Іванівна        | 05.11.2010            | середня | член Партії регіонів              | Ощадний банк України, оператор-касир                                             |
| 7                           | Куракова Лариса Олександрівна    | 05.11.2010            | вища    | позапартійна                      | Верхьосірогозьке відділення поштового зв'язку, начальник відділення              |
| 8                           | Кривцова Тетяна Василівна        | 05.11.2010            | середня | член Партії регіонів              | приватний підприємець                                                            |
| 9                           | Немикін Володимир Олексійович    | 05.11.2010            | вища    | член Партії регіонів              | приватний підприємець                                                            |
| 10                          | Лаптєва Тетяна Миколаївна        | 05.11.2010            | вища    | член Партії регіонів              | Верхньосірогозький дошкільний навчальний заклад «Оленка», завідувач              |
| 11                          | Панкеєв Михайло Михайлович       | 05.11.2010            | вища    | позапартійний                     | тимчасово не працює                                                              |
| 12                          | Чернишова Тамара Анатоліївна     | 05.11.2010            | вища    | член Партії регіонів              | Верхьосірогозька сільська рада, секретар                                         |
| 13                          | Полежаєва Ірина Анатоліївна      | 05.11.2010            | вища    | член Партії регіонів              | приватний підприємець                                                            |
| 14                          | Роговська Ніна Володимирівна     | 05.11.2010            | вища    | член Партії регіонів              | Верхьосірогозька сільська рада, спеціаліст ІІ категорії з бухгалтерського обліку |
| 15                          | Крушельницька Наталія Миколаївна | 05.11.2010            | вища    | член Партії регіонів              | Верхьосірогозька загальноосвітня школа I-III ст., вчитель                        |

## Населення
Згідно з переписом УРСР 1989 року чисельність наявного населення сільської ради становила 2281 особа, з яких 1070 чоловіків та 1211 жінок.
За переписом населення України 2001 року в сільській раді мешкало 2066 осіб.

### Мова
Розподіл населення за рідною мовою за даними перепису 2001 року:
| Мова       | Відсоток |
| ---------- | -------- |
| російська  | 75,72 %  |
| українська | 22,81 %  |
| молдовська | 0,24 %   |
| білоруська | 0,19 %   |
| болгарська | 0,05 %   |
| румунська  | 0,05 %   |
| інші       | 0,94 %   |